# Palisade (Heraldik)
Die Palisade hat in der Heraldik zwei unterschiedliche Bedeutungen und ist in den meisten Fällen ein Heroldsbild.
Einmal  ist es ein hauptgespitzter Pfahl und das andere Mal ist es ein aus nebeneinander gestellten hauptgespitzten Pfählen eine dem natürlichen Vorbild nachempfundene Sperranlage. Als Farbe sind alle heraldischen Tinkturen möglich.
Aus den Palisaden ist der Palisadenschnitt mit großen Elementen und die Palisadenteilung mit kleinen Elementen hervorgegangen.
Auch wird ein Kreuz mit Palisadenkreuz bezeichnet, wenn die Kreuzarmenden in hauptgespitzten Pfählen auslaufen.

## Beispiele

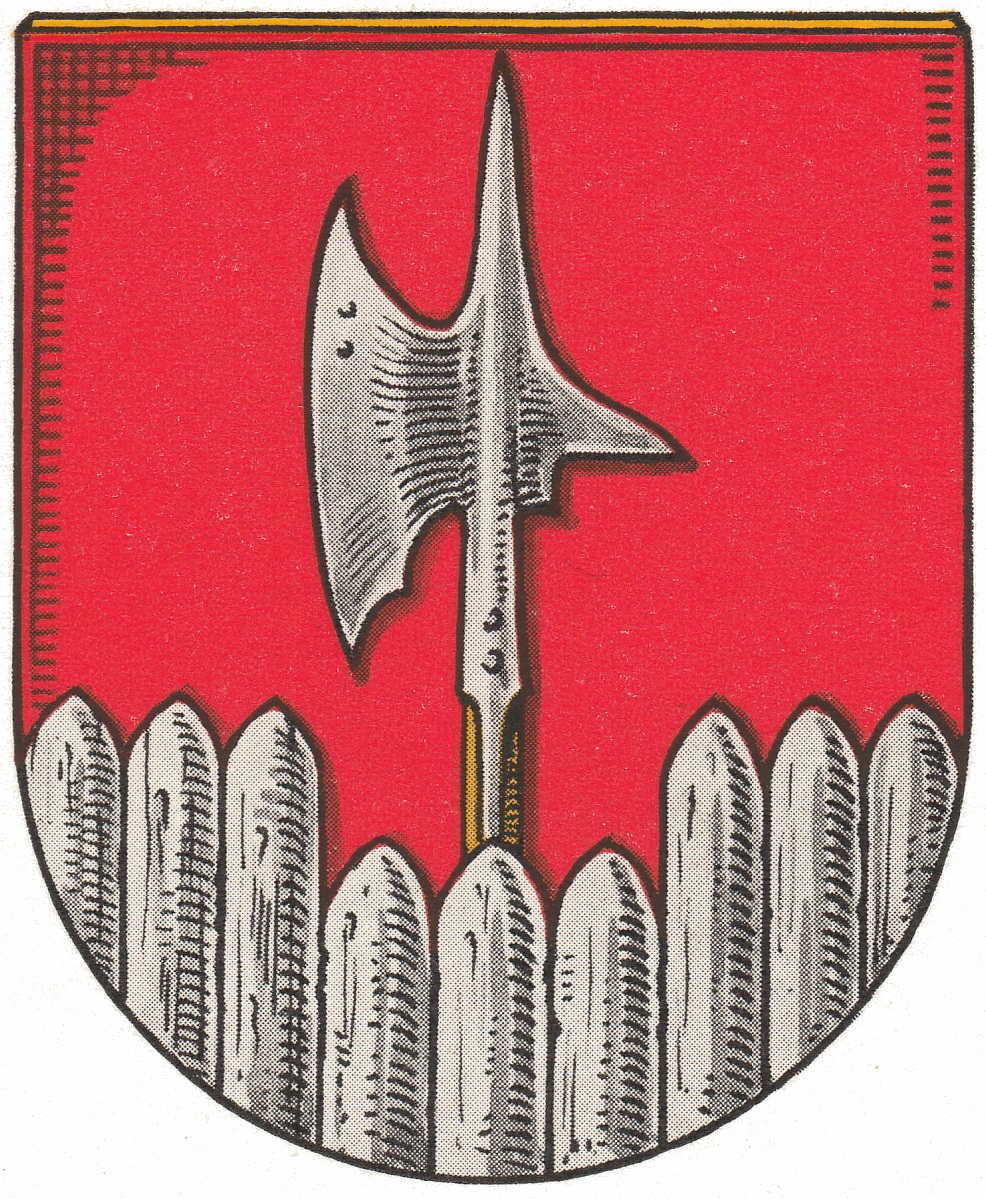
Hellebarde wächst aus einer Palisade
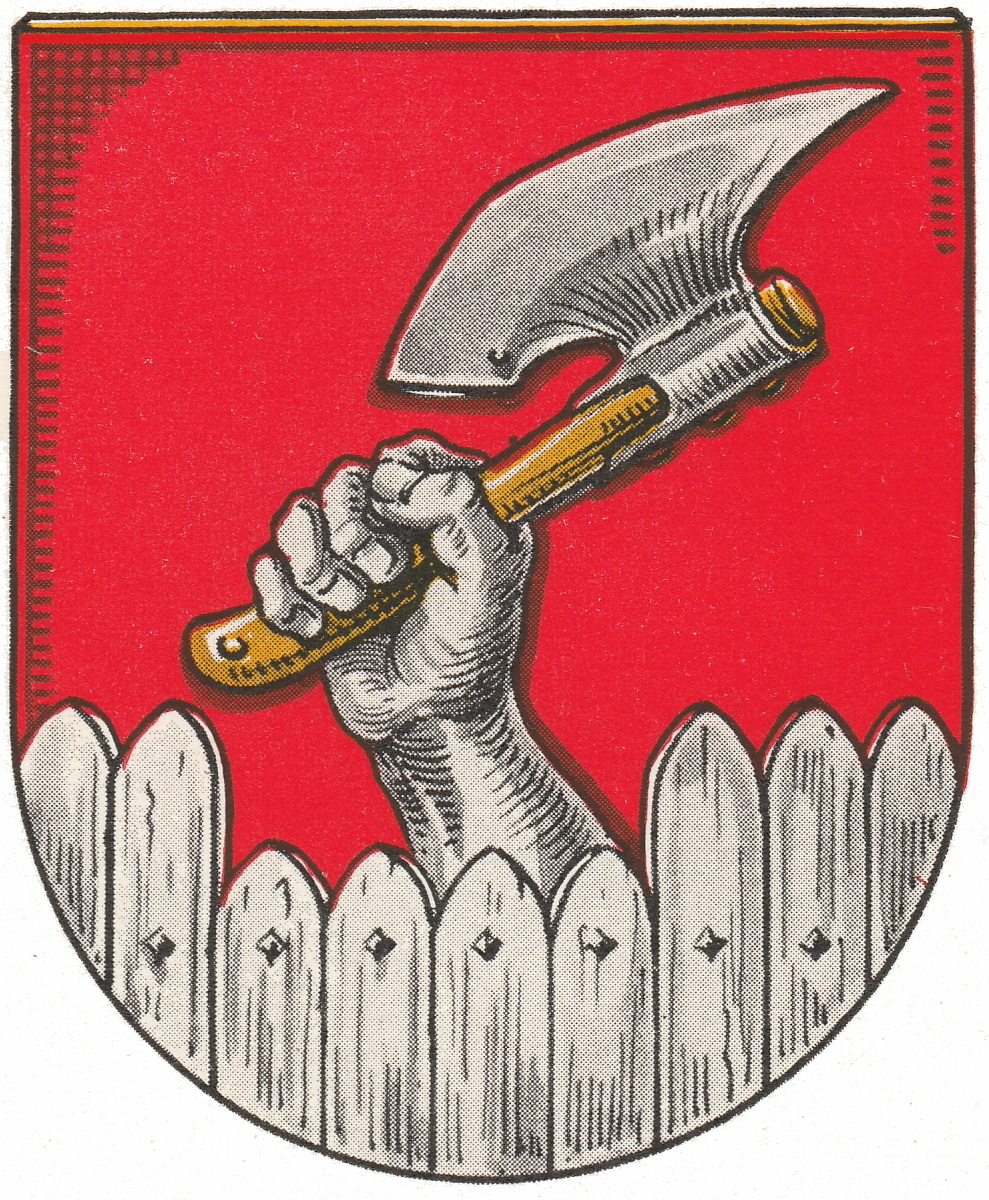
Streitaxt wird hinter Palisade geschwungen
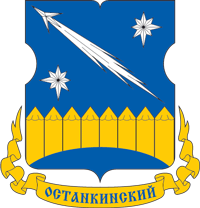
Palisade als Sperranlage
Palisadenschnitt
Palisadenkreuz